# غالاتوني
غالاتوني (بالإيطالية: Galatone)‏ هي بلدة وبلدية في مقاطعة ليتشي في إقليم بوليا في جنوب إيطاليا.

## السكان
في سنة 1861 بلغ عدد السكان 5٬762 نسمة، وتطور العدد ليصل في سنة 2011 لـ 15٬754 نسمة.
يظهر هذا المخطط البياني تطور النمو السكاني لـ غالاتوني